# Ancien Régime, Elveția
Ancien Régime este denumirea perioadei moderne timpurii din istoria Elveției, începând cu obținerea formală a independenței țării în 1648 până la invazia franceză a lui Napoleon din 1798, denumire care a început a fi folosită odată cu perioada post-napoleoniană, cunoscută ca Restaurația din Elveția (1814 - 1847).
Conform Tratatului de pace al Westfaliei din 1648, care a pus capăt Războiului de 30 de ani (1618 - 1648), Vechea Confederație a Elveției a obținut independența recunoscută față de Sfântul Imperiu Roman, deși Confederatia Helvetica a fost de facto independentă încă de la terminarea războiului dintre Vechea Confederația Helvetică și Casa de Habsburg, așa numitul Schwabenkrieg, din 1499. Având sprijinul total al Ducelui de Orléans, care era de asemenea și prinț de Neuchâtel, primarul Basel-ului, Johann Rudolf Wettstein, conducătorul delegației Elveției, a obținut independența efectivă pentru toate cantoanele și cantoanele asociate federației elvețiene.
Cu aceeași ocazie, regiunea Valtellina a devenit o dependență a cantonului Graubünden, rămânând în componența Elveției până la invazia napoleoniană din 1797 și crearea de către acesta a Republicii Cisalpine, stat clientelar Franței napoleoniene.
Puterea politică din Elveția perioadei Ancien Régime a fost concentrată în jurul următoarelor 13 cantoane: Berna, Zürich, Zug, Glarus, Uri, Schwyz, Unterwalden, Fribourg, Solothurn, Basel, Luzern, Schaffhausen și Appenzell, toate fiind cantoane puternice încă de pe vremea Vechii Confederații a Elveției (1291 - 1516). În timpul acestei perioade, familiile patriciene au descrescut ca număr, dar au crescut în controlul puterii exercitate. Unele dintre aceste familii au ieșit treptat din sfera politicului, datorită rolului lor, mereu crescând din breslele profesionale unde și-au asumat roluri de conducere economică. Alte familii au rămas în domeniul politicului și al milităriei pentru că s-au "specializat" în a deveni "pepiniere" de politicieni, respectiv de mercenari.
Toate tendințele menționate au determinat o accentuare a îndreptării societății elvețiene spre autoritarism, care era în conflict evident cu istoria opiniei publice din societatea elvețiană, care era o expresie a perioadei Reformei. În multe regiuni ale Elveției, familiile patriciene nu erau capabile să elimine ansamblele publice, dar reușiseră să-și consolideze o poziție de dominare a acestora. Vechea tradiție a invitării tuturora la procesul de luare a decizilor de interes comun aproape că a dispărut în această perioadă.
În 1653, țăranii din teritoriile cantoanelor Lucerna, Berna, Solothurn și Basel s-au revoltat datorită devalorizări monedei conducând la așa-numitul Război al țăranilor, Bauernkrieg. Rebelii au asaltat orașele Lucerna și Berna, dar un compromis au fost atins prin negocieri înaintea începerii efective a confruntărilor violente. Tensiunile sociale și confesionale nefiind de fapt rezolvate, ci doar "fardate", confruntări violente au răbufnit ulterior în numitele Bătăliile de la Villmergen din 1656 și 1712.